# Port lotniczy Tampere-Pirkkala

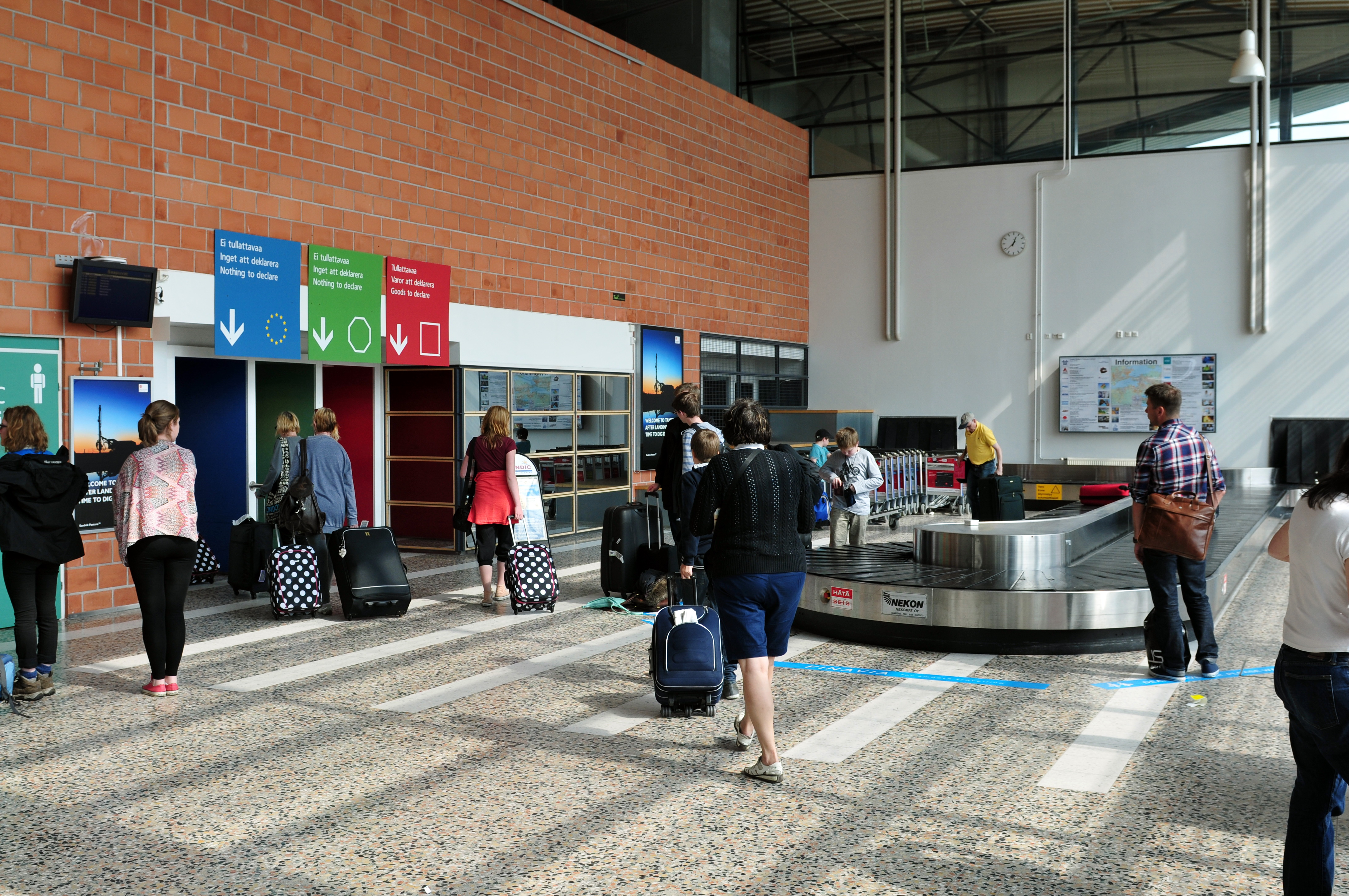
Terminal 1

Port lotniczy Tampere-Pirkkala (fi.: Tampere-Pirkkala lentoasema, szw.: Tammerfors-Birkala flygplats, ang.: Tampere-Pirkkala Airport, kod IATA: TMP, kod ICAO: EFTP) – lotnisko położone 4 km na południe od Pirkkali i 15 km na południowy zachód od Tampere, w Finlandii. W 2006 obsłużyło 632 tys. pasażerów.

## Linie lotnicze i połączenia
| Linia lotnicza | Kierunek |
| -------------- | --- |
| Air Baltic     | 1. Amsterdam 2. Kopenhaga 3. Malaga 4. Ryga 5. Tallinn Sezonowo: 1. Gran Canaria 2. Kittilä 3. Palma de Mallorca (od 3 maja 2024) 4. Rodos 5. Teneryfa-Południe |